# Crabro peltarius
Crabro peltarius ist eine Grabwespe aus der Familie der Crabronidae.

## Merkmale
Die Tiere erreichen eine Körperlänge von 9 bis 13 Millimetern. Ihr Körper ist schwarz-gelb gefärbt, der Scapus (Basalglied der Geißelantennen) und das erste Tergit des Hinterleibs sind gelb gefleckt. Das Mesonotum ist glatt und glänzt. Der Vertex ist dicht punktiert. Das dritte Fühlerglied der Weibchen ist viel länger als das vierte. Das dritte bis sechste Fühlerglied der Männchen ist stark verbreitert und unterseits lang behaart. Die Vorderbeine sind ebenso verbreitert und tragen an der Basis der Coxen und Femora einen Dorn. Die ähnliche Crabro scutellatus ist kleiner und hat einen weniger stark punktierten Vertex. Ihr erstes Tergit ist schwarz oder gelb gefleckt, das dritte Fühlerglied der Weibchen ist maximal unwesentlich länger als das vierte und die Fühler der Männchen sind nur schwach verbreitert und kurz behaart.

## Vorkommen
Die Art kommt in Europa und Asien bis nach Korea vor. Sie besiedelt offene sandige Lebensräume, man findet sie aber auch im Siedlungsbereich etwa in den Sandfugen von Pflastersteinen. Die Tiere fliegen von Ende Mai bis Mitte September. Die Art kommt in Mitteleuropa im Süden selten, im Norden häufig vor. 

## Lebensweise
Die Weibchen von Crabro peltarius legen ihre Nester bis zu 28 Zentimeter tief im Sand an. Der Sand wird mit den Hinterbeinen und dem Hinterleib aus dem Loch geschoben. Im Nest werden bis zu sieben Zellen angelegt. Unter guten Bedingungen bauen die Weibchen ihre Nester nebeneinander und bilden Aggregationen. Die Männchen übernachten im Totholz, wobei bis zu fünf Individuen gemeinsam übernachten. Die Brut wird mit 9 bis 16 Fliegen unterschiedlichster Arten versorgt. Diese werden auf Bäumen und Büschen gejagt. Die Art wird von Myrmosa atrata parasitiert.